# Позоваване на последствия
Позоваване на последствия, познато още като argumentum ad consequentiam, е вид аргумент, в който предпоставката (най-често някакво убеждение) се представя за вярна или невярна въз основа на това дали последствията от нея са желани или нежелани. Този аргумент е вид логическа заблуда и е базиран на позоваване на чувства, защото желателността на последствието не адресира истинната стойност на предпоставката. Друг проблем с позоваването на последствия е, че когато се приписва желателност на последствията, това прави аргумента съществено субективен.
В логиката, за позоваване на последствия се считат единствено аргументите, които отстояват истинната стойност на предпоставката (вярно или невярно) спрямо последствията; за позоваване на последствия не се считат аргументите, които адресират желателността на предпоставката (добро или зло или морално или неморално) вместо нейната истинност. Следователно, аргумент, който е базиран на позоваване на последствия, е валиден в етиката. Такива аргументи са основоположни на редица морални теории, главно свързани с консеквенциализма.

## Позитивна форма
Ако P, то Q.
Q е желателно.
Следователно, P е вярно.

## Негативна форма
Ако P, то Q.
Q не е желателно.
Следователно, P не е вярно.
|  | Тази страница частично или изцяло представлява превод на страницата Appeal to consequences в Уикипедия на английски. Оригиналният текст, както и този превод, са защитени от Лиценза „Криейтив Комънс – Признание – Споделяне на споделеното“, а за съдържание, създадено преди юни 2009 година – от Лиценза за свободна документация на ГНУ. Прегледайте историята на редакциите на оригиналната страница, както и на преводната страница, за да видите списъка на съавторите. ВАЖНО: Този шаблон се отнася единствено до авторските права върху съдържанието на статията. Добавянето му не отменя изискването да се посочват конкретни източници на твърденията, които да бъдат благонадеждни. |